# El Contento, Veracruz
El Contento är en ort i Mexiko.   Den ligger i kommunen Tierra Blanca och delstaten Veracruz, i den sydöstra delen av landet, 300 km öster om huvudstaden Mexico City. El Contento ligger 37 meter över havet och antalet invånare är 508.
Terrängen runt El Contento är platt, och sluttar österut. Runt El Contento är det ganska tätbefolkat, med 65 invånare per kvadratkilometer. Trakten runt El Contento består till största delen av jordbruksmark.